# Vuelta a Bohemia Meridional
La Vuelta a Bohemia Meridional (en checo Okolo jižních Čech) es una carrera ciclista profesional por etapas checa que se disputa en la región de Bohemia Meridional, en la primera semana del mes de septiembre. 
Se creó en 2012 formando parte del UCI Europe Tour, dentro de la categoría 2.2 (última categoría del profesionalismo).
El recorrido de la primera edición tuvo 3 etapas más un prólogo.

## Palmarés
| Año                               | Ganador               | Segundo            | Tercero          |
| --------------------------------- | --------------------- | ------------------ | ---------------- |
| 2012                              | Jiří Hochmann         | Jan Polanc         | Bjørn Tore Hoem  |
| 2013                              | Florian Sénéchal      | Theo Reinhardt     | Matija Kvasina   |
| 2014                              | Reidar Borgersen      | Paweł Cieślik      | Emanuel Buchmann |
| 2015                              | Alexis Guérin         | Clemens Fankhauser | Theo Reinhardt   |
| 2016 edición no realizada         |                       |                    |                  |
| 2017                              | Josef Černý           | Emil Vinjebo       | Rok Korošec      |
| 2018                              | Michael Kukrle        | Maciej Paterski    | Stan Dewulf      |
| 2019-2020 ediciones no realizadas |                       |                    |                  |
| 2021                              | Arnaud De Lie         | Nick van der Meer  | Damiano Cima     |
| 2022                              | Rasmus Bøgh Wallin    | Erik Fetter        | Tim Marsman      |
| 2023                              | Martin Solhaug Hansen | Adam Ťoupalík      | Michael Kukrle   |
| 2024                              | Marcin Budziński      | Lukáš Kubiš        | Piotr Pekala     |

## Palmarés por países
| País            | Victorias |
| --------------- | --------- |
| República Checa | 3         |
| Francia         | 2         |
| Noruega         | 2         |
| Bélgica         | 1         |
| Dinamarca       | 1         |
| Polonia         | 1         |